# Petting
Petting kan karakteriseres som erotisk kæleri. Petting minder en del om samleje. Således kan det udøves af helt eller delvis afklædte partnere, og det kan lede til orgasme, men til forskel fra samleje finder ingen penetration sted.